# Le Touquet-Paris-Plage
Le Touquet-Paris-Plage là một xã trong vùng Hauts-de-France, thuộc tỉnh Pas-de-Calais, quận Montreuil-sur-Mer, tổng Montreuil-sur-Mer. Tọa độ địa lý của xã là 50° 31' vĩ độ bắc, 01° 35' kinh độ đông. Le Touquet-Paris-Plage nằm trên độ cao trung bình là 5 mét trên mực nước biển, có điểm thấp nhất là 0 mét và điểm cao nhất là 42 mét. Xã có diện tích 15,31 km², dân số vào thời điểm 1999 là 5299 người; mật độ dân số là 346 người/km².